# Abantiades marcidus
Abantiades marcidus là một loài bướm đêm thuộc họ Hepialidae. Đây là loài đặc hữu của Úc, được tìm thấy ở New South Wales, Queensland, Nam Úc và Victoria. Ấu trùng của loài này được xem là mồi nhử phổ biến để câu cá.